# Kurucvér
A kurucvér egy kék szőlőfajta, amelyet a kadarka és a muscat bouschet fajták keresztezéséből állított elő Kurucz András és Kwaysser István. Viszonylag kevésbé elterjedt fajta.

## Tulajdonságai
Homoktalajon is jól terem, rothadásra nem hajlamos, de fagyérzékeny. Bogyói kicsik, fürtje közepesen tömött. Szeptember végén érő, közepes érési idejű fajta.

## Bora
Bora kemény karakterű, finoman muskotályos izű. Erősen festő hatása miatt leggyakrabban házasításra használják.